# Euskirchen
Euskirchen se nalazi u Sjevernoj Rajni-Vestfaliji u Njemačkoj. Od 1827. Euskirchen ima status Große Kreisstadt ("glavni grad okruga"). 

## Zemljopis
Grad se nalazi na nadmorskoj visini od 160 metara. Površina općine iznosi 139,5 km².

## Gradovi prijatelji
- Charleville-Mézières (Francuska), od 1961.
- Basingstoke and Deane (Engleska), od 1986.